# Die glühende Gasse
Die glühende Gasse ist ein deutsches Stummfilmmelodram aus dem Jahre 1927 von Paul Sugar nach einem Roman von Paul Rosenhayn.

## Handlung
Angesichts der Tatsache, dass er unmittelbar vor dem geschäftlichen Ruin steht, möchte der Wirt des einsam gelegenen Wirtshauses 'Zum goldenen Ochsen' seinem Leben ein Ende bereiten. Da erscheint eines Tages ein Fremder, der ihm prophezeit, dass demnächst eine vornehme Gesellschaft hier erscheinen wird, die ihm mit einem kostenträchtigen Sektumtrunk reichlich Einnahmen bescheren und damit vor dem Bankrott retten wird. Tatsächlich betreten noch am selben Abend die Balletttänzerin Ninon und ihre Künstlertruppe, darunter auch ihr vorgeblicher Bruder Jean Coupot, sowie der junge Prinz Arsen de Rohan die Schenke und verheißen gute Umsätze. Ebenfalls dabei sind der mächtige Finanzjongleur van der Meulen und seine Tochter Diane, die wiederum auf de Rohan treffen wollen, der über gewinnträchtige Petroleumquellen verfügen soll und die man ihm für eine Million RM abkaufen will. Doch anstatt mit Prinz Arsen zu sprechen, halten sie den deutlich älteren Ninon-Liebhaber Gustav Raimond, einen Bankierssohn, für ihren Ansprechpartner, der jedoch von dem schurkischen Jean dazu gezwungen wird, diese Rolle zu spielen, sonst werde er seine angebliche Schwester Ninon davon überzeugen, ihn, Raimond, zu verlassen.
Rasch finden Raimond und die junge Diane Gefallen aneinander. Gustav Raimond, der sich endlich von dem hinterhältigen Jean und seinen Erpressungsversuchen lösen will, klärt den Irrtum auf, überreicht dem echten Prinzen den Millionenscheck und gesteht Diane, dass er zwar aus gutem Hause stamme, aber mit der anwesenden Ninon einst all sein Vermögen durchgebracht habe. In der folgenden Nacht wird ein Kassierer umgebracht und dessen Kasse, die dem Bankiervater Raimonds gehört, geraubt. Da die dazugehörigen Schlüssel diejenigen von Raimond sind und selbige am Tatort zurückgelassen wurden, fällt der Verdacht sofort auf Gustav. In einem Akt der Verzweiflung verlobt sich daraufhin Diane mit Carel Snyders, einem Geschäftspartner und Teilhabers ihres Vaters und erkauft sich so ein Stillhalten ihres Vaters van der Meulen in Sachen Raimond, den der Alte am liebsten der Polizei ausliefern würde.
Dennoch kommt es zu einem Gerichtsprozess, in dem Gustav Raimond angeklagt wird. Als Diane mit Snyders verheiratet werden soll, antwortet sie auf die betreffende Standesamt-Frage mit „nein“, fingiert eine eigene Erkrankung und eilt stattdessen in den Gerichtssaal, um ihrer großen Liebe beizustehen. Tatsächlich kann sie beim Freispruch Raimonds mithelfen. Es stellt sich heraus, dass Jean Coupet nicht nur der Schurke in diesem vertrackten Mord- und Kassenraub-Fall ist, sondern statt Ninons Bruder in Wahrheit deren Liebhaber ist. Er hatte Raimonds Schlüssel in dem Moment von ihm gestohlen, als Raimond bei Ninon weilte und infolgedessen die beiden Verbrechen begangen.

## Produktionsnotizen
Die glühende Gasse entstand im Juli und August 1927 im Jofa-Atelier, passierte die zweite Filmzensur am 12. Oktober desselben Jahres und wurde wenig später uraufgeführt. Der mit Jugendverbot belegte Sechsakter besaß eine Länge von 2379 Metern. Nach der ersten Zensurvorlage am 7. Oktober 1927 wurde der Film noch aufgrund diverser als „entsittlichend“ gebrandmarkter Szenen und einer allgemein konstatierten Schlechtigkeit fast sämtlicher mitwirkenden Charaktere in Gänze verboten.
Franz Seemann gestaltete die Filmbauten. Produzent Arthur Günsburg überkam die künstlerische Oberleitung des Films.

## Kritiken
In der Linzer Tages-Post war zu lesen: „Der Film bringt erstklassige Bilder aus der Gesellschaft. Die von der Regie etwas gewaltsam dem aufgepfropfte Verbrennung einer Hexe, die vom Volke durch die lodernden Holzhaufen getrieben wird -- übrigens ganz prachtvoll gedreht -- hat dem Filme den Namen gegeben“.
Das Kino-Journal nannte die Produktion einen fesselnden Film und ein spannendes Drama und konstatierte eine „atemraubende Handlung“.
Die linke Arbeiter-Zeitung hingegen schimpfte angesichts der geballten Realitätsferne: „Der Sohn des reichen Mannes ist ein Ausbund an Edelmut, die Artisten hingegen sind Gesindel; so sieht der deutsche Kinospießer heute noch die Welt! Zwischen schlechten Bildern stehen endlose Titel. Regie und Spiel sind um zwei Jahrzehnte veraltet“.